# Aue-Fallstein
Aue-Fallstein was een gemeente in de Duitse deelstaat Saksen-Anhalt, en maakte deel uit van het district Harz.
Aue-Fallstein telde 5.095 inwoners (2008).

## Geschiedenis
De gemeente is ontstaan als eenheidsgemeente op 11 september 2003 door de vrijwillige fusie van de toenmalige zelfstandige gemeenten Deersheim, Hessen, Osterode am Fallstein, Rohrsheim, Veltheim en Zilly en de stad Dardesheim, die daarmee Ortsteilen van de nieuwe gemeente werden. De Verwaltungsgemeinschaft Aue-Fallstein waarin de gemeenten eerder samenwerkten werd hiermee opgeheven.
Van 1 januari 2005 tot de opheffing op 31 december 2009 was de gemeente een van de deelnemende gemeenten in de Verwaltungsgemeinschaft Osterwieck-Fallstein en daarmee geen eenheidsgemeente meer.
Op 1 januari 2010 zijn de toenmalige zelfstandige gemeenten Aue-Fallstein, Berßel, Bühne, Lüttgenrode, Rhoden, Schauen en Wülperode met de stad Osterwieck gefuseerd in de nieuwe stad Osterwieck. De Ortsteile van Aue-Fallstein werden daarmee Ortsteile van Osterwieck.